# Prospección geobotánica
La prospección geobotánica se refiere a la prospección basada en plantas indicadoras como metalofitas y el análisis de la vegetación. Por ejemplo, la mina Viscaria en Suecia recibió su nombre de la planta Silene suecica (Viscaria alpina) que fue utilizada por prospecters para descubrir los depósitos de mineral.
Una planta indicadora "más fiel" es la Ocimum centraliafricanum, la "planta de cobre" o "flor de cobre" antes conocida como Becium homblei, que se encuentra solo en suelos que contienen cobre (y níquel) en África central y meridional.
En 2015, Stephen E. Haggerty identificó Pandanus candelabrum como un indicador botánico de las pipas de kimberlita, una fuente de diamantes extraídos.
La técnica se ha utilizado en China desde el siglo V a. C. La gente de la región notó una conexión entre la vegetación y los minerales ubicados bajo tierra. Hubo plantas particulares que prosperaron e indicaron áreas ricas en cobre, níquel, zinc y supuestamente oro, aunque esto último no ha sido confirmado. La conexión surgió de un interés agrícola relacionado con la composición del suelo. Si bien el proceso era conocido en la región china desde la antigüedad, no se escribió ni se estudió sobre él en Occidente hasta el siglo XVIII en Italia.